# 烈士陵园站 (广州)
烈士陵园站是广州地铁1号线的一座车站，位於中国广东省广州市越秀区中山三路较场东路口与东川路口之间的地底，于1999年2月16日启用。车站因地面建有广州起义烈士陵园而得名。

## 車站結構

### 車站樓層
烈士陵园站共设有两層。地面為中山三路、較場東路、东川路、廣州起義烈士陵园以及附近建築；地下一層為站厅；地下二層為1號線月台。
| 地下一层 | 站厅     | 售票機、客服中心、商店、警务室、安检设施 |  |  |
| 地下二层 | 2 站台   | █1号线 西塱方向（下站：农讲所）          |  |  |
|          | 岛式站台 |                                          |  |  |
|          | 1 站台   | █1号线 广州东站方向（下站：东山口）      |  |  |

### 站厅
为方便行人进出，收费区范围设于站厅中间处。站厅收费区范围设有四條扶手电梯以及兩条楼梯供乘客前往月台层。由于連接站台與站廳的专用电梯位于站厅一侧的电梯门位于站廳非付费区的东侧，乘客使用時需要向車站工作人员求助以便協助使用。
現時，烈士陵园站內设有便利店、面包糕饼店、服装店等商店，另在A出入口旁设有食其家等餐饮店。此外亦设有自動售賣機及自动售卡/充值机等设施。

### 月台
烈士陵园站设有一个島式月台，位于中山三路地底。

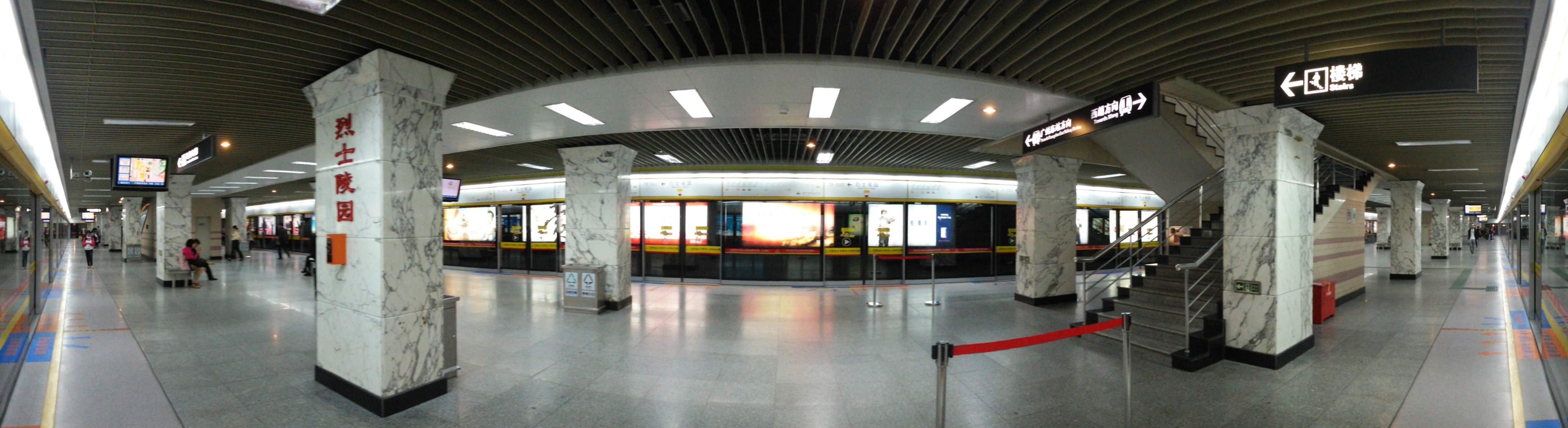
2号月台全景图（摄于2014年11月）

### 出入口
烈士陵园站共设置了6个出入口，其中A出入口通道旁连通广州未来城地下商场，该地库各出入口可前往附近的中华广场地下一层，陵园西路等地。
另外，在B2出入口旁设置了一部連接地面的升降机供使用轮椅人士进出车站。
|                                           |                                        |      |          | |
| 編號                                      | 设施                                   | 照片 | 出口指示 | 建議前往的目的地                                                                                               |
| A                                         | 盲道标志                               |      | 中山三路 | 較場東路、广东省人民体育场、英雄广场、中華廣場、广州血液中心英雄广场献血点                                     |
| B1                                        | 扶手电梯标志                           |      | 中山三路 | 东川路、广东省人民医院、广州市第十六中学                                                                       |
| B2                                        | 盲道标志 · 无障碍通道标志 · 升降机标志 |      | 中山三路 | 烈士陵园公交车站（东行）                                                                                       |
| B3                                        |                                        |      | 東川路   | 中山二路 |
| C                                         | 盲道标志 · 扶手电梯标志                |      | 中山三路 | 中山二路、广州起义烈士陵园（东门）、中山大学附属第一医院、中山大學北校區                                       |
| D                                         | 扶手电梯标志                           |      | 中山三路 | 陵園西路、東平大馬路、广州起义烈士陵園（正門）、廣州近代史博物館、广东革命历史博物馆、烈士陵园公交车站（西行） |
| 註： 設有 \| 設有 \| 設有 \| 設有扶手電梯 |                                        |      |          | |

- B3出入口夹层与食肆连接（2024年4月）
- B3出入口负一层通道设有部分商铺（2024年4月）

## 接駁交通
| 编号 | 编号 | 线路                       | 线路 | 线路                   | 收费  | 运营商   | 备注                                                               |
| ---- | ---- | -------------------------- | ---- | ---------------------- | ----- | -------- | ------------------------------------------------------------------ |
|      | 1    | 芳村花园南门               | ⇆    | 东山（署前路）         | 2元   | 一汽一分 |                                                                    |
|      | 76   | 百顺北路（岭南新世界）     | ⇆    | 东山（东华北路）       | 3元   | 一汽一分 |                                                                    |
|      | 93   | 广州火车站（草暖公园）     | ⇆    | 赤岗                   | 2元   | 一汽三分 |                                                                    |
|      | 102  | 东山                       | ⇆    | 广钢新城（崇文二路）   | 2元   | 巴士电车 |                                                                    |
|      | 107  | 花城广场西                 | ⇆    | 中山八路               | 2元   | 巴士电车 | 使用无轨电车或纯电动汽车运营                                       |
|      | 108  | 东山                       | ⇆    | 南悦花苑               | 2元   | 巴士电车 |                                                                    |
|      | 183  | 广州火车东站               | ⇆    | 汾水小区               | 2元   | 巴士二分 |                                                                    |
|      | 211  | 南浦島（锦绣半岛）         | ⇆    | 广州火车站（草暖公园） | 3元   | 新穗巴士 |                                                                    |
|      | 222  | 芳村丰年路（黄大仙祠）     | ⇆    | 五羊邨                 | 2元   | 珍宝巴士 |                                                                    |
|      | 243  | 员村（美林花园）           | ⇆    | 革新路（光大花园）     | 3元   | 巴士一分 |                                                                    |
|      | 517  | 天河公交场                 | ⇆    | 石化路                 | 2元   | 巴士二分 |                                                                    |
|      | 546  | 南洲花园                   | ⇆    | 机场路                 | 3元   | 巴士一分 |                                                                    |
|      | 864  | 怡乐路                     | ⇆    | 白云山制药厂           | 2–3元 | 新穗巴士 |                                                                    |
|      | B8   | 宝岗大道                   | ⇆    | 棠德花苑               | 2元   | 珍宝巴士 |                                                                    |
|      | 夜1  | 芳村花园南门               | ⇆    | 东山（署前路）         | 3元   | 一汽一分 | 芳村花园方向经经康乃馨花园，东山（署前路）方向经东漖镇 1路附属线路 |
|      | 夜2  | 陈家祠（中山七路）         | ⇆    | 石潭西路口             | 3元   | 一汽一分 | 17路附属线路                                                       |
|      | 夜4  | 恒福路                     | ⇆    | 海珠客运站             | 3元   | 一汽三分 | 10路附属线路                                                       |
|      | 夜9  | 车陂                       | ⇆    | 黄石路                 | 4元   | 一汽二分 |                                                                    |
|      | 夜27 | 车陂                       | ⇆    | 滘口客运站             | 4元   | 巴士电车 | 124路附属线路                                                      |
|      | 夜36 | 芳村西塱                   | ⇆    | 棠德花苑               | 4元   | 巴士电车 |                                                                    |
|      | 夜40 | 琶洲大桥北（美林花园东门） | ⇆    | 廣園新村               | 3元   | 巴士一分 | 284路附属线路                                                      |
|      | 夜78 | 广州火车东站               | ⇆    | 中山八路               | 3元   | 巴士电车 | 107路附属线路，使用无轨电车或纯电动汽车运营                        |

| 编号 | 编号 | 线路                     | 线路                 | 线路                     | 收费                 | 运营商               | 备注                 |
| ---- | ---- | ------------------------ | -------------------- | ------------------------ | -------------------- | -------------------- | -------------------- |
|      | 16   | 天平架                   | ⇆                    | 凤凰岗                   | 2元                  | 一汽二分             |                      |
|      | 76   | 百顺北路（岭南新世界）   | ⇆                    | 东山（东华北路）         | 3元                  | 一汽一分             |                      |
|      | 112  | 已于2025年3月2日停办     | 已于2025年3月2日停办 | 已于2025年3月2日停办     | 已于2025年3月2日停办 | 已于2025年3月2日停办 | 已于2025年3月2日停办 |
|      | 211  | 南浦島（锦绣半岛）       | ⇆                    | 广州火车站（草暖公园）   | 3元                  | 新穗巴士             |                      |
|      | 221  | 锦城花园（东风东）       | ⇆                    | 沥滘                     | 2元                  | 珍宝巴士             |                      |
|      | 542  | 員村一横路               | ⇆                    | 瑞寶鄉                   | 2元                  | 馬會巴士             |                      |
|      | 548  | 大观路北（大观湿地公园） | ⇆                    | 珠江泳场（海印公园）     | 3元                  | 白马巴士             |                      |
|      | 864  | 怡乐路                   | ⇆                    | 白云山制药厂             | 2–3元                | 新穗巴士             |                      |
|      | 夜4  | 恒福路                   | ⇆                    | 海珠客运站               | 3元                  | 一汽三分             | 10路附属线路         |
|      | 夜93 | 宝岗大道                 | ⇆                    | 大观路北（大观湿地公园） | 4元                  | 白马巴士             | 548路附属线路        |

## 利用状况
烈士陵园站邻近以中华广场、流行前線和地王廣場为核心的商业中心区、以及陵园西路一带的手机電子批發市場；同时車站週邊亦有数个住宅楼盘及小区，附近也有多所中、高等院校，廣東省人民医院亦鄰近本站。因此车站全天出入闸的客流維持在较高水平，是廣州地鐵的繁忙車站之一。如遇上節假日，車站客流更會進一步上升，有時甚至需要實施客流控制。

## 历史
烈士陵园站最早出現在1988年的地下鐵道路網規劃的初步方案中。1993年12月28日，1號綫正式開工興建。1999年2月16日，烈士陵园站隨一號線全線通車而啟用。跟广州地铁2006年之前开通的車站一樣，在通車初期，此站的英文站名是以拼音「Lie shi ling yuan」表示。
2004年，地鐵公司因考慮月台乘客安全和節省能源，決定為營運中的1號線全線加裝月台幕門、半高式安全門，並展開月台風道及管線改造工程。2008年2月17日，一名女子坠入本站轨道，并被正在进站的列车撞击身亡。本站屏蔽门当时已安装完毕，但未投入使用，一直处于敞开状态；死者疑似因正在打电话，注意力分散，而误以为列车已停稳、车门已打开，故发生惨剧。同年晚些时候，本站屏蔽门投入使用。

## 未來發展

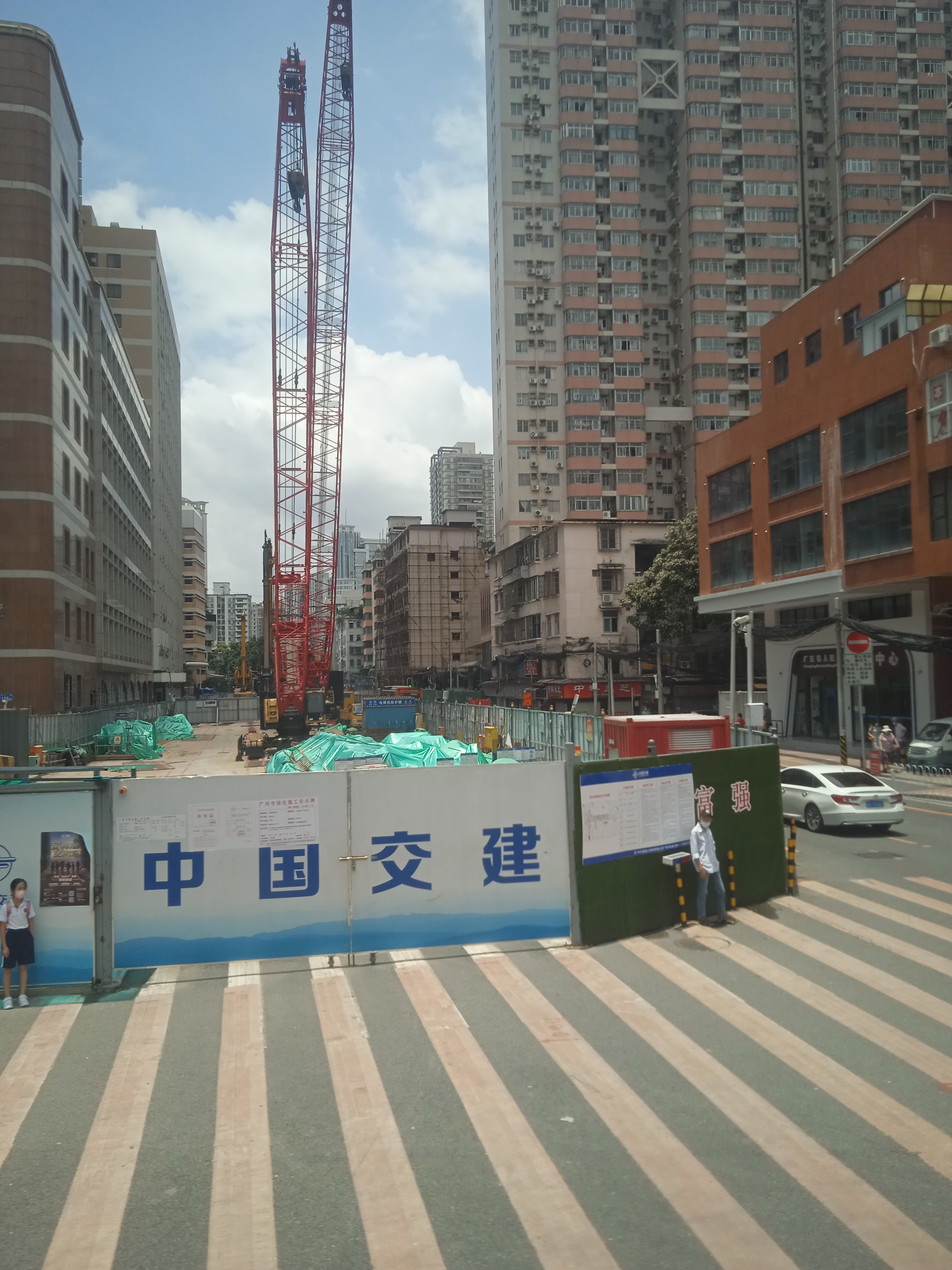
东川路近中山二路、中山三路丁字路口处的12号线烈士陵园站工地（2022年6月3日）

12号线將在東川路中山三路口南側設烈士陵園站，與1號線交匯并換乘。雖然1號線在规划及建设时未預留任何換乘結構，但12號線將建設換乘通道以分別連接1號線站廳和站台。同時需要對1號線車站進行改造，以適應換乘需要。
2021年1月16日起，12号线车站上方的东川路将由原来的双向通行改为北往南方向单向通行，以配合12号线车站建设。
2025年8月，12号线车站实现主体结构封顶。

### 12号线車站結構
| 地下一层 | 换乘通道                   | 前往 █1号线 站厅                                      |  |  |
| 地下二层 | 换乘通道                   | 前往 █1号线 站台                                      |  |  |
| 地下三层 | 12号线站厅                 | 售票機、客服中心、商店、警务室、安检设施 前往换乘通道 |  |  |
| 地下四层 | 4 站台                     | █12号线 潯峰崗方向（下站：建设六马路）                |  |  |
|          | 岛式站台（卫生间、母婴室） |                                                       |  |  |
|          | 3 站台                     | █12号线 大学城南方向（下站：东湖）                    |  |  |